# Кабинет Эрикссона
Кабинет Эрикссона (швед. Regeringen Eriksson) — 7-й кабинет министров Аландских островов, который возглавлял Суне Эрикссон. Сформирован 20 апреля 1988 года и осуществлял свои полномочия до 1991 года.
| Должность                                               | Министр              | Фото | Партийная принадлежность | Пребывание в должности |
| ------------------------------------------------------- | -------------------- | ---- | ------------------------ | ---------------------- |
| Премьер-министр                                         | Эрикссон, Суне       |      |                          | 20.04.1988 — 1991      |
| Вице-премьер и Министр социальных дел и здравоохранения | Флодин, Май          |      |                          | 20.04.1988 — 1991      |
| Министр промышленности                                  | Бенгц, Йоран         |      | Аландский центр          | 20.04.1988 — 1991      |
| Министр финансов                                        | Лундберг, Магнус     |      |                          | 20.04.1988 — 1991      |
| Министр образования и культуры                          | Эрикссон, Холгер     |      |                          | 20.04.1988 — 1991      |
| Министр окружающей среды                                | Карлстрём, Руне      |      |                          | 20.04.1988 — 1991      |
| Министр транспорта                                      | Эрикссон, Карл-Йоран |      |                          | 20.04.1988 — 1991      |
| Министр администрации                                   | Эрландссон, Рагнар   |      | Аландский центр          | 20.04.1988 — 1991      |